# Theodor Habicht
Theodor Habicht (4 de abril de 1898-31 de enero de 1944) fue un destacado político de la Alemania nazi. Desempeñó un papel principal en el Partido Nazi austriaco. Durante la Segunda Guerra Mundial, participó en la administración de la Noruega ocupada hasta que fue relevado por Adolf Hitler. Posteriormente sirvió en la Wehrmacht y murió en combate en el frente oriental en Nével en 1944.

## Juventud
Nació en Wiesbaden y se educó en esta y en Berlín. Se alistó voluntariamente en el Ejército imperial alemán en 1915 y combatió en el frente occidental y en el Isonzo, en el frente italiano. Se unió brevemente a los comunistas tras ser desmovilizado en 1919, pero luego combatió contra la Liga Espartaquista; más tarde trabajó en varios puestos de oficina de escasa relevancia.

## Dirigente nazi
Habicht se afilió al Partido Nacionalsocialista Obrero Alemán en 1926 y fundó varias revistas locales para el partido, al tiempo que trabajaba como diputado del Parlamento de Hesse-Nassau y era jefe del partido en el ayuntamiento de Wiesbaden. En 1931, había sido elegido diputado del Reichstag por Nassau, cargo que mantuvo teóricamente hasta 1938.
Adolf Hitler lo envió a Austria en 1931 como landesinspekteur para supervisar la actividad del Partido Nazi austriaco, y poco después se hizo con su dirección efectiva, aunque la presidencia oficial correspondía a Alfred Proksch. El partido creció bajo la dirección de Habicht, sobre todo a expensas de la Heimwehr, muchos de cuyos miembros se pasaron al nazismo. Al principio, Engelbert Dollfuss intentó conciliarse con el partido y ofreció a Habicht dos carteras en su Gobierno; luego trató de que Italia presionase a Hitler para que este limitase la actividad antigubernamental de Habicht. Habicht fue deportado en 1933 cuando el Gobierno austriaco decidió finalmente prohibir el Partido Nazi. En respuesta, Habicht estableció la dirección del partido clandestino en Múnich y desató una campaña de terror contra el régimen de Dollfuss que culminó con el intento de golpe de Estado fallido de julio de 1934 en el que el canciller fue asesinado y que dirigió el dirigente de las SS austriacas Fridolin Glass. Poco querido por muchos de los austríacos, no se le permitió regresar al país puesto que Hitler lo culpó del fracaso del golpe, puesto que había sido él quien lo había diseñado.

## Tras el Anschluss
Muy desacreditado por el fracaso, Habicht se recluyó en las montañas Harz hasta que se le permitió retomar la actividad política, como alcalde de Wittenberg en 1937. Con su reputación parcialmente recuperada, asumió una función más importante en el Partido Nazi en 1939 cuando se lo nombró subsecretario del Departamento de Asuntos Exteriores de la formación. En calidad de tal se lo envió a Noruega en 1940 para estudiar la formación de un gobierno del país, recién ocupado; recomendó la destitución del presidido por Vidkun Quisling y su sustitución por una junta administrativa. Al principio, esperó establecer un régimen con mayor legitimidad popular otorgando la presidencia a Paal Berg, más querido por la población que Quisling, una figura menor en el país; Berg, sin embargo, rehusó participar en los planes de Habicht. Cuando Johan Nygaardsvold y Haakon VII de Noruega rechazaron estos planes, Hitler volvió a perder la fe en Habicht y le ordenó que ingresase en la Wehrmacht. Pasó el resto de su vida en el frente oriental y pereció en combate en Nével.